# Дъга на Струве
Дъга на Стру̀ве се нарича верига от 265 геодезични знака (триангулачни точки), в които са поставени кубични каменни знаци с височина 2 м, създадена с цел да се определят параметрите на Земята, нейната форма и размери.
Започва от гр. Хамерфест, Норвегия - недалеч от нос Нордкап (ширина 70° 40′ 11″ с. ш.), и стигаща до с. Стара Некрасовка, Одеска област, Украйна - близо до река Дунав (ширина 45° 20′ 03″ с. ш.), образувайки дъга на меридиана с амплитуда 25° 20′ 08″.

## История
Геодезичната дъга на Струве носи името на нейния създател руския астроном от немски произход Василий Яковлевич Струве (Фридрих Георг Вилхелм Струве), който организира и взема непосредствено участие в измерването.
Тя е измервана в продължение на 40 години – от 1816 до 1855 г. Данните са обработвани в Пулковската обсерватория край Петербург и в астрономическата обсерватория в Дерпт (дн. Тарту), ръководени от Струве.
Дъгата от геодезични знаци е създадена на териториите на Руската империя и тогавашната съюзна държава Швеция (включваща по онова време и днешна Норвегия). Общата дължина на веригата е над 2820 km.

## Пунктове
Днес пунктове на дъгата могат да се открият на територията на Норвегия, Швеция, Финландия, Русия, Естония, Латвия, Литва, Беларус, Украйна и Молдова. Тези държави на 28 януари 2004 г. се обръщат към Комитета за световното наследство на ЮНЕСКО с предложение за вписването на съхранените 34 пункта от дъгата в Списъка на световното културно и природно наследство на ЮНЕСКО.
Норвегия
- Фугленес в Хамерфест
- Райпас в Алта
- Лувдиидкохка в Каутокейно
- Белясвери в Каутокейно

Швеция
- Пайтас-ваара (Тюнюрилаки) в Кируна
- Кероюпука (Юпука) в Паяла
- Пулинки в Йоверторнео
- Пера-ваара (Переваара) в Хапаранда

Финландия
- Стуор-Ойви (сега Стуораханоайви) в Енонтекийо
- Авасакса (сега Аавасакса) в Юлиторнио
- Торнеа (църквата в Алаторнио) в Торнио
- Пуолака (сега Оравивуори) в Корпилахти
- Порлом II (сега Торникалио) в Лапинярви
- Свартвира (сега Муставиири) в Пюхтяя

Русия
- Пункт Мякипяялюс – остров Хогланд
- Точка „Z“ – остров Хогланд

Естония
- Войбифер (Въйвере) в Авандусе
- Катко (Симуна) в Авандусе
- Дорпат (Обсерватория в Тарту) в Тарту. (58°22′43.64″ с. ш. 26°43′12.61″ и. д. / 58.378789° с. ш. 26.720169° и. д.)

Латвия
- Сесту-Калнс (Зиесту) в Сауснея
- Якобщат (Йекабпилс) в Йекабпилс

Литва
- Каришки (Гирейшиай) в Панемунелис (55°54′09″ с. ш. 25°26′12″ и. д. / 55.9025° с. ш. 25.436667° и. д.)
- Мешканци (Мешконис) в Неменчине (54°55′51″ с. ш. 25°19′00″ и. д. / 54.930833° с. ш. 25.316667° и. д.)
- Береснеки (Палиепиукай) в Немежис (54°38′04″ с. ш. 25°25′45″ и. д. / 54.634444° с. ш. 25.429167° и. д.)

Беларус
- Тюпишки, Ошмянски район (54°17′29″ с. ш. 26°02′43″ и. д. / 54.291389° с. ш. 26.045278° и. д.)
- Лопати, Шчучински район (53°33′37″ с. ш. 24°52′11″ и. д. / 53.560278° с. ш. 24.869722° и. д.)
- Осовница, Ивановски район (52°17′21″ с. ш. 25°38′58″ и. д. / 52.289167° с. ш. 25.649444° и. д.)
- Шчекотск, Ивановски район (52°12′30″ с. ш. 25°33′25″ и. д. / 52.208333° с. ш. 25.556944° и. д.)
- Лясковичи, Ивановски район (52°09′38″ с. ш. 25°34′17″ и. д. / 52.160556° с. ш. 25.571389° и. д.)
- Докудово, Лидски район

Украйна
- Катериновка, (Хмелницка област) (49°33′57″ с. ш. 26°45′22″ и. д. / 49.565833° с. ш. 26.756111° и. д.)
- Фелчин, (Хмелницка област) (49°19′48″ с. ш. 26°40′55″ и. д. / 49.33° с. ш. 26.681944° и. д.)
- Барановка (Хмелницка област) (49°08′55″ с. ш. 26°59′30″ и. д. / 49.148611° с. ш. 26.991667° и. д.)
- Старо-Некрасовка (Одеска област)(45°19′54″ с. ш. 28°55′41″ и. д. / 45.331667° с. ш. 28.928056° и. д.)

Молдова
- Руд, Сорокски район